# Pesatupe
Pesatupe, jedno od indijanskih plemena porodice Mataco-Macan koje je u 18. stoljeću živjelo na području Gran Chaca u sjevernoj Argentini. Prema Masonu Pesatupe, Hueshuo i Abucheta čine sjevernu granu Matagayo Indijanaca.